# Zentrum für Umwelt und Kultur Benediktbeuern

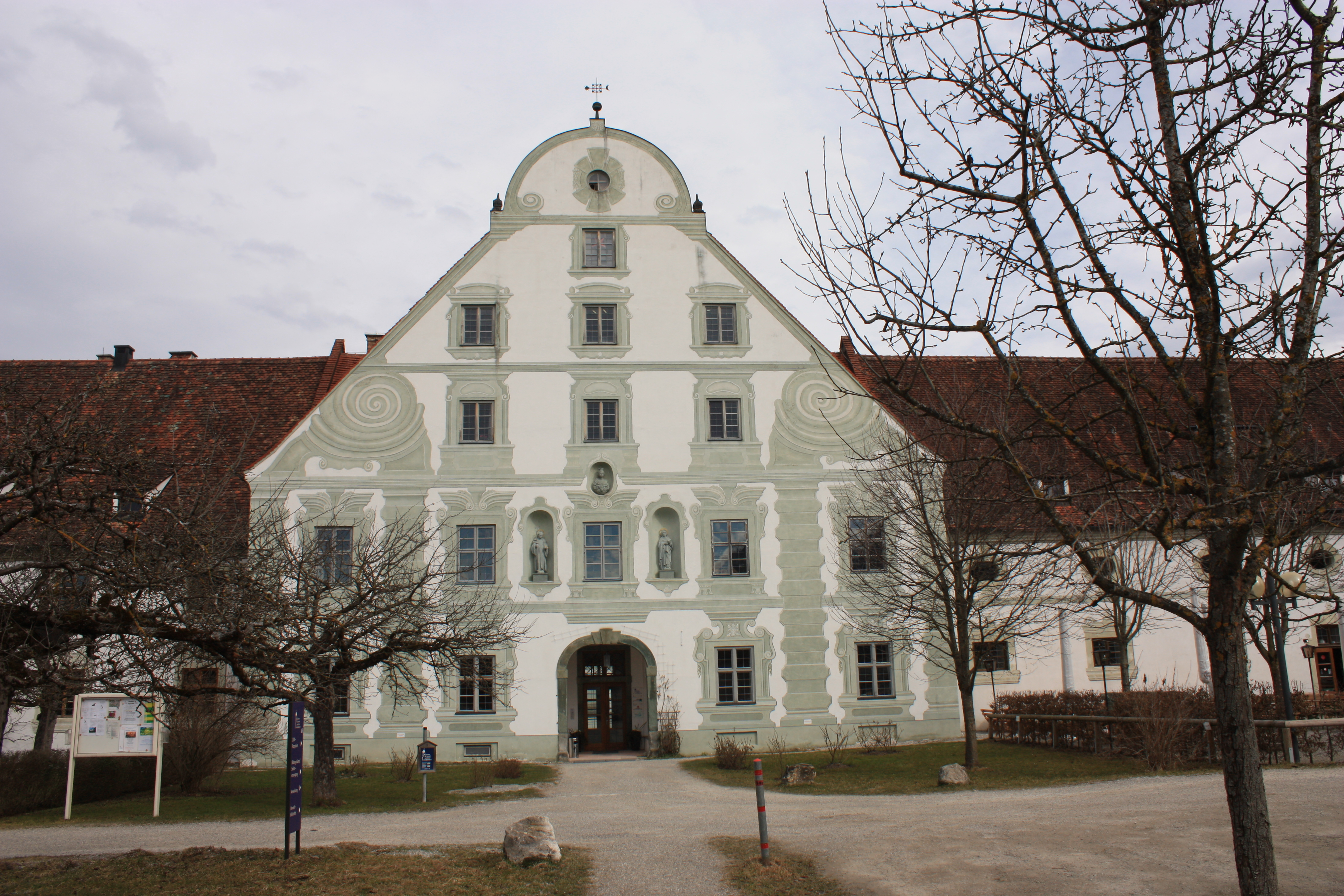
Mittelrisalit des Maierhofs

Das Zentrum für Umwelt und Kultur Benediktbeuern (ZUK) ist eine gemeinnützige Einrichtung des Umwelt- und Naturschutzes sowie ein Bildungs-, Tagungs- und Gästehaus in Benediktbeuern im oberbayerischen Landkreis Bad Tölz-Wolfratshausen.

## Geschichte
Das im Maierhof des Klosters Benediktbeuern untergebrachte ZUK wurde 1988 auf Initiative der Salesianer Don Boscos gegründet. Mitbegründer war unter anderem auch Herbert Bihlmayer SDB, der bis 2011 den Vorsitz des Trägerverbundes innehatte. Koordinator war ab 1997 bis 2017 Ottmar Schoch SDB.

## Ziele und Aufgaben
Ein Ziel des ZUK ist die Erhaltung der natürlichen Lebensgrundlage und des kulturellen Erbes. Wertschätzung und Einsatz für das Leben in seiner ganzen Vielfalt zu erreichen ist dabei für das Zentrum eine primäre Aufgabe.
Ein weiteres Ziel des ZUK ist Bildung für nachhaltige Entwicklung aus christlicher Verantwortung für die Schöpfung. Durch die Gründung und Mitträgerschaft will die Ordensgemeinschaft einen Beitrag zur Schöpfungsverantwortung leisten. Der Leitsatz des Klosters Benediktbeuern ist Jugend, Schöpfung, Bildung – heute für morgen.

## Einrichtungen
Zur Umsetzung der Ziele und Aufgaben unterhält das ZUK mehrere Einrichtungen.

### Maierhof
Die Umweltjugendbildungsstätte bietet Angebote für Kindergartengruppen, Schulklassen, Jugendgruppen und Familien, von naturkundlichen Führungen über mehrtägige Umweltwochen bis hin zu Angeboten mit religiösem Hintergrund wie zum Beispiel Firmwochenenden. Neben der UJB gibt es noch zwei weitere Bildungseinrichtungen, die Akademie und die Erwachsenenbildung, wobei die Erwachsenenbildung offene Kurse zu Themenbereichen des ZUK anbietet, die Akademie dagegen Fortbildungen für Lehrer und Erzieher. Die Akademie veranstaltet zusätzlich noch Symposien zu energie- und naturkundlichen Themen. Außerdem sind im Maierhof noch eine Umweltbibliothek, Gästezimmer und Selbstversorgerbereiche, ein Tagungsbereich und ein Kulturbüro untergebracht. Letzteres organisiert neben dem Kulturprogramm auch die Open-Air-Konzerte im Maierhof.
Da nach dem verheerenden Hagelunwetter im August 2023 auch aktuell noch nicht alle Räumlichkeiten im Maierhof für obige genannten Aktivitäten zur Verfügung stehen, wurde im Juni 2025 ein temporärer Zeltplatz mit fest installierten Tipi Zelten und Jurten im Obstgarten des Klosters eröffnet.

### Energiepavillon
Der Energiepavillon wurde 2004 neben der Energiezentrale des Klosters erbaut und beherbergt eine Energie- und eine Geowerkstatt, die beide von den Bildungseinrichtungen genutzt werden, das Naturschutz- und Landschaftspflegebüro, welches auch die Gebietsbetreuung der Loisach-Kochelsee-Moore übernimmt, und ein Selbstversorgerbereich.

### Naturstationen
Im Moor unterhält das ZUK zwei Vogelbeobachtungsstationen. Die Vogelbeobachtungsstation Moosmühle ist als eine Winterstation eingerichtet, an der die Vögel in einem künstlich angelegten Biotop gefüttert werden. In den Wintermonaten werden dort Passanten bei regelmäßigen offenen Veranstaltungen durch Ornithologen informiert. Die Vogelbeobachtungsstation Fuchsbichlstadl ist an einem Kiebitzbiotop angelegt. Dieses Biotop, welches in den Sommermonaten durch Rinder und Wasserbüffel beweidet wird, ist für Wiesenbrüter und Zugvögel auf der Rast vor den Alpen konzipiert. Außerdem unterhält das ZUK einen Hochmoorerlebnispfad, einen Barfußpfad, einen Klangpfad, einen Gehölzpfad Klosterland und Erlebnisbiotope für die Umweltbildung. Für Gruppen und Veranstaltungen ist die Kohlstattalm an der Benediktenwand, der Loisachstadl im Moor und eine Hütte am Kochelsee in der Nähe des Walchenseekraftwerks ausgebaut.

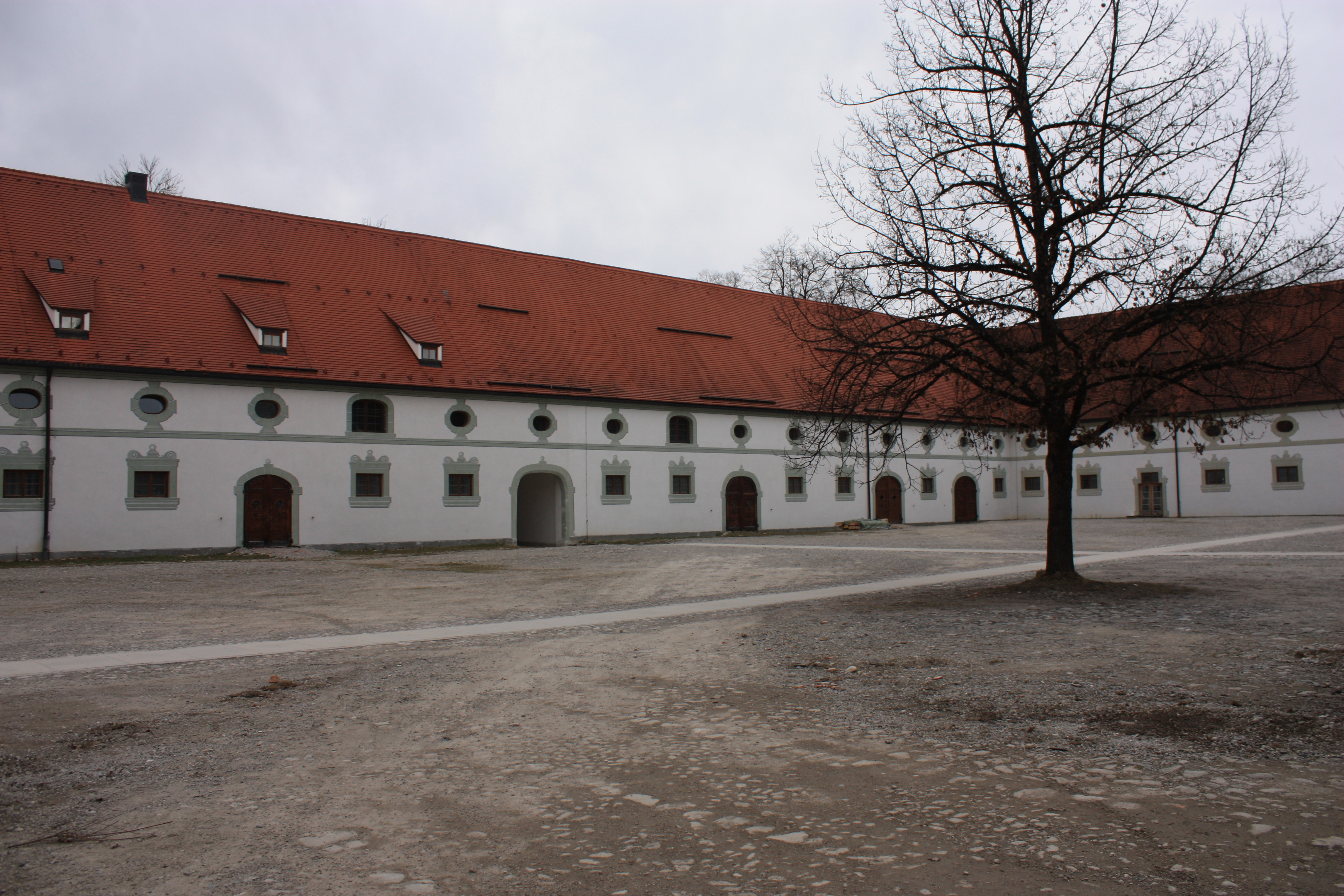
Der Maierinnenhof
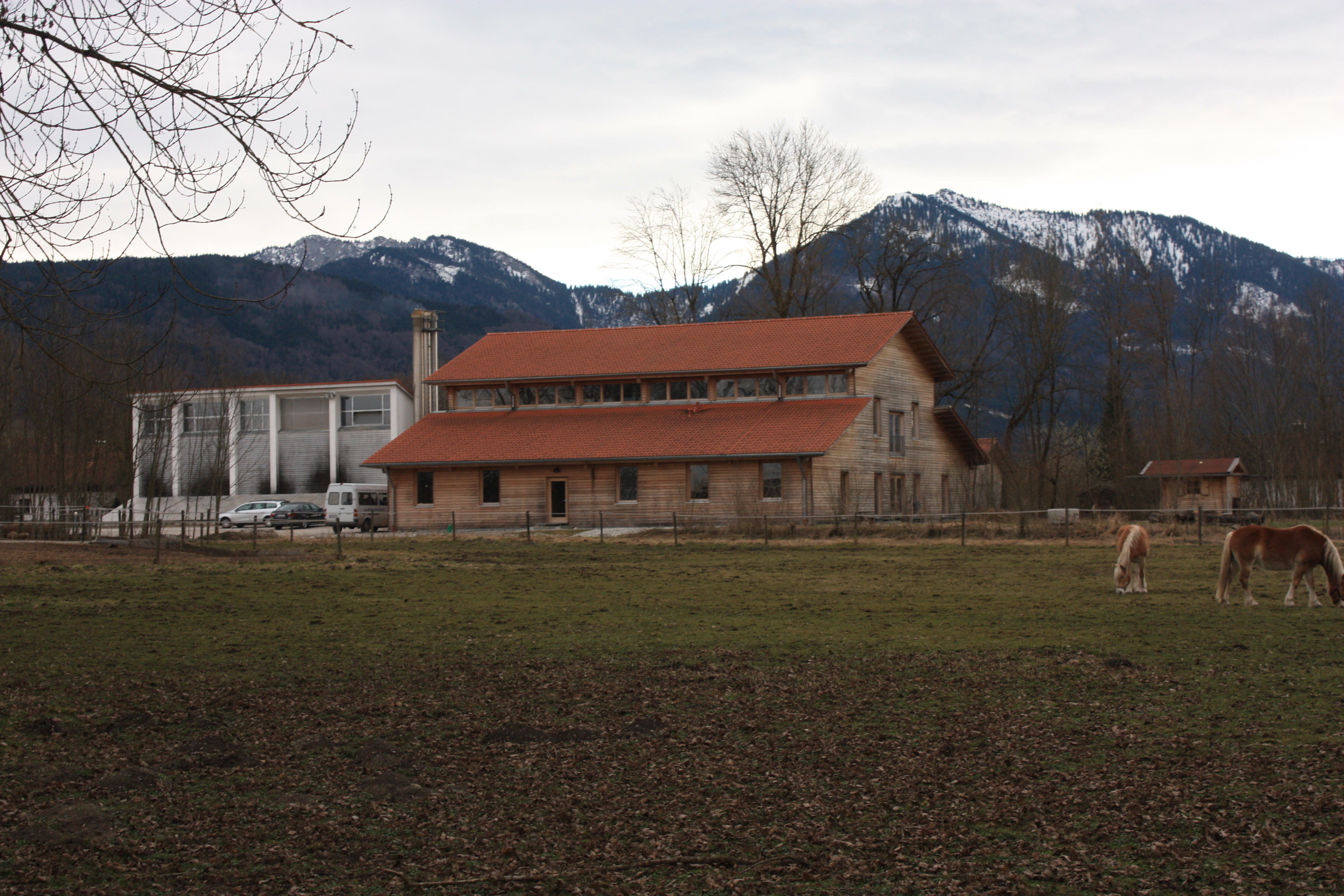
Die Energiezentrale links und der Energiepavillon rechts (Holzhaus) am Rande des Klosterkomplexes
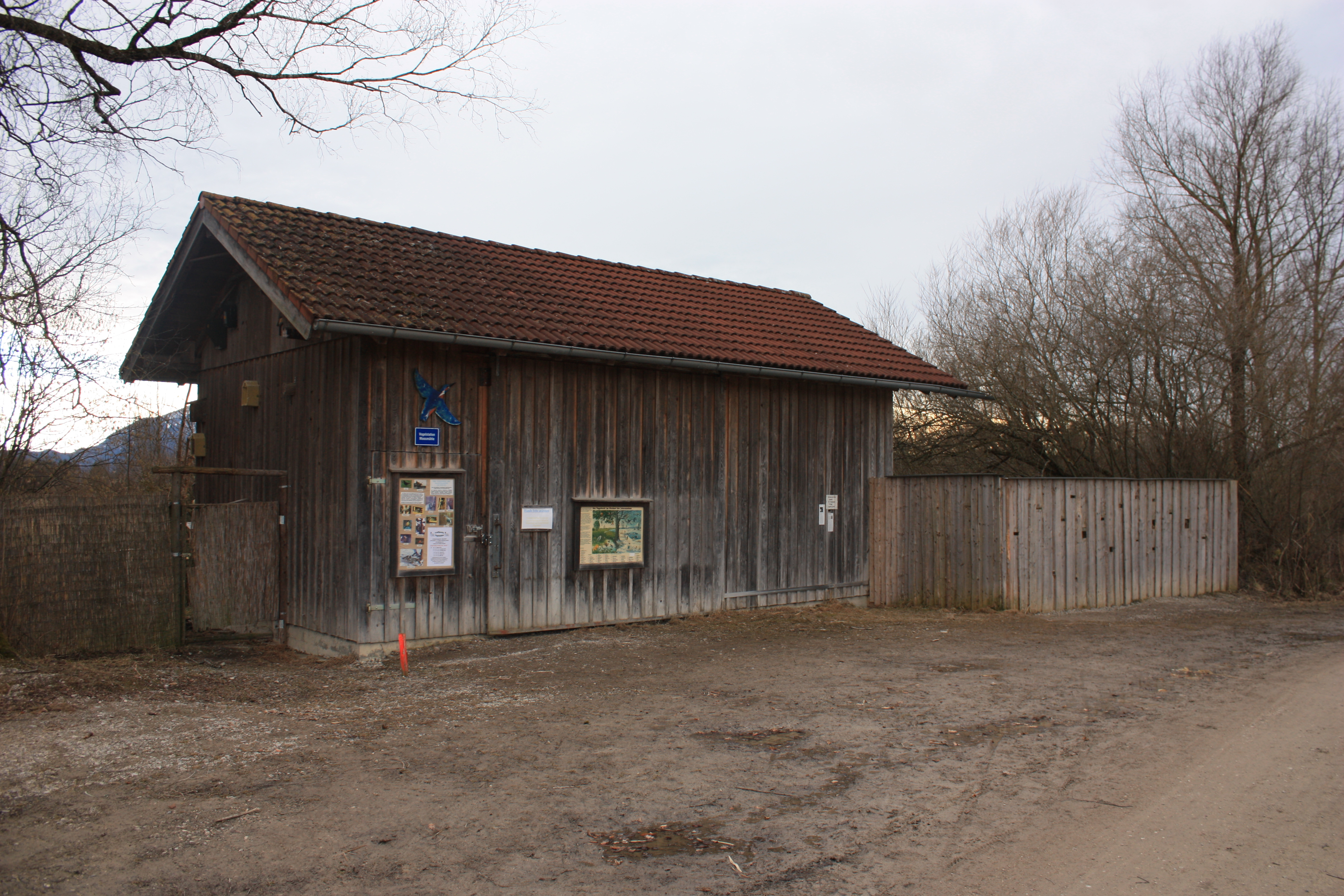
Die Vogelbeobachtungsstation Moosmühle
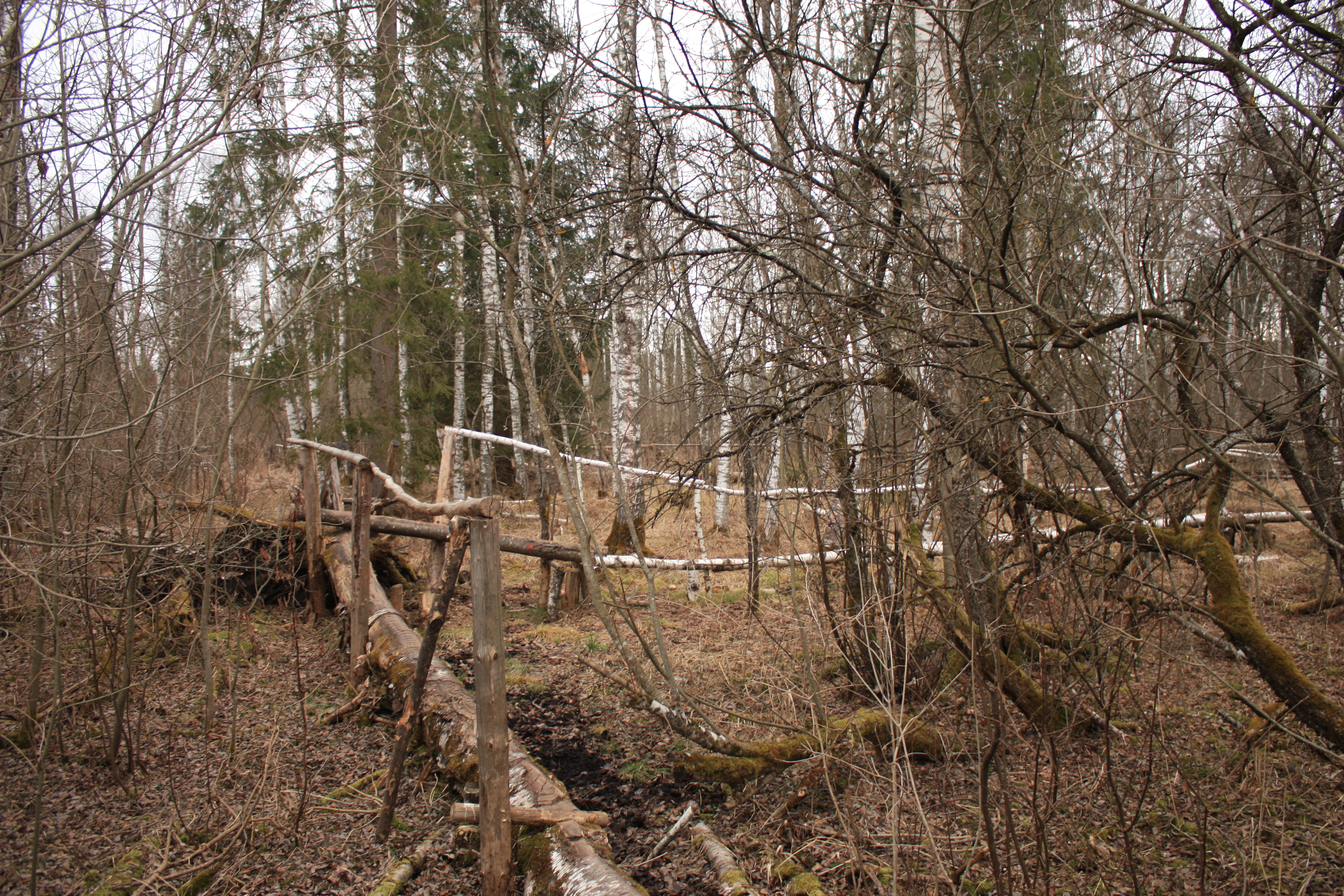
Hochmoorerlebnispfad mit Floßpassagen und Seilbahn

## Träger und Förderer
Das „Zentrum für Umwelt und Kultur Benediktbeuern e. V.“ wird vom „Trägerverbund e. V.“ getragen. Dieser setzt sich aus drei Ordensgemeinschaften, mehreren Stiftungen, Institutionen und Firmen, sowie aus Gebietskörperschaften der ersten, zweiten und dritten Ebene zusammen.
Gefördert wird das ZUK hauptsächlich durch den „Verein der Freunde und Förderer e. V.“. Dessen Mitglieder sind vor allem Prominenz aus Wirtschaft, Gesellschaft und Politik wie Hans Zehetmair, Georg Fahrenschon oder Marcel Huber. Neben dem Förderverein sind der Orden der Salesianer Don Boscos und die Allianz Umweltstiftung, die beide auch dem Trägerverbund angehören, sowie die Deutsche Bundesstiftung Umwelt die Hauptförderer des ZUK. Im Jahr 2022 wurde zudem der Verein „LET'S DO MOOR e. V.“ von ehemaligen Mitarbeitenden (Zivildienstleistern, Absolventen eines FÖJ, FSJ oder bundesfreiwilligen Jahres) des Zentrums für Umwelt und Kultur (ZUK) gegründet. Dieser Verein unterstützt u. a. die klösterlichen Bildungseinrichtungen.